# Brendan Buckley
Brendan Buckley (* 6. Februar 1977 in Needham, Massachusetts) ist ein ehemaliger US-amerikanischer Eishockeyspieler und derzeitiger -trainer, der zwischen 1995 und 2011 unter anderem 569 Spiele in der American Hockey League (AHL) auf der Position des Verteidigers bestritten hat. Außerdem war er im Verlauf seiner Karriere in den höchsten Spielklassen Deutschlands, Österreichs und Italiens aktiv. Nach Ende seiner Spielerkarriere begann er eine Trainerlaufbahn bei Universitätsteams, seit 2018 betreut er die Eishockey-Mannschaft des Boston College als Assistenz-Coach.

## Karriere
Buckley begann seine Karriere 1995 am Boston College in der National Collegiate Athletic Association. Nach seiner ersten Saison wurde der defensiv ausgerichtete Verteidiger im NHL Entry Draft 1996 von den Mighty Ducks of Anaheim in der fünften Runde an 117. Stelle ausgewählt. Er blieb noch drei weitere Jahre in Boston, ehe er zur Saison 1999/2000 seinen ersten Profivertrag im System der Mighty Ducks of Anaheim unterzeichnete.
Dort verbrachte er den Großteil der Saison bei den Quad City Mallards in der United Hockey League und absolvierte zudem vier Spiele für die Cincinnati Mighty Ducks in der American Hockey League. Nach einem Wechsel spielte Buckley die folgenden vier Jahre für das Farmteam der Pittsburgh Penguins, den Wilkes-Barre/Scranton Penguins in der AHL. Weitere Stationen waren die Syracuse Crunch, Worcester IceCats, Peoria Rivermen und Manchester Monarchs. Mit den Monarchs ging der US-Amerikaner als Mannschaftskapitän auch in die Saison 2007/08, entschied sich aber aufgrund von Unstimmigkeiten im Team und Umfeld zu einem Wechsel nach Europa.
Er unterzeichnete einen Einjahresvertrag bei den Iserlohn Roosters in der Deutschen Eishockey Liga. Nach der Spielzeit wurde der Vertrag des Verteidigers zwar um ein Jahr verlängert, in der Sommerpause wurde jedoch bekannt gegeben, dass Buckley einen Vertrag im System der San Jose Sharks aus der National Hockey League unterzeichnet hatte. Nach dem saisonvorbereitenden Trainingscamp schickten ihn diese ins Farmteam, zu den Worcester Sharks aus der AHL. 
Die Spielzeit 2009/10 begann er bei den Chicago Wolves in der AHL, bevor er im November 2009 vom EHC Linz verpflichtet wurde. Im Juli 2010 wechselte er zu Ritten Sport aus der italienischen Serie A1. Nach der Spielzeit 2010/11 beendete der US-Amerikaner seine aktive Karriere.

### Trainerlaufbahn
Nach einigen Jahren als Spielervermittler in der Agentur seines Bruders Jerry wurden die UConn Huskies, das Eishockey-Team an der University of Connecticut, im Jahr 2015 seine erste Trainerstation. Er wurde Assistenztrainer an der Seite des Headcoachs Mike Cavanaugh, der schon in den 1990er Jahren zum Trainerteam von Buckleys eigenem College-Team gehörte. 2018 wechselte er an seine Alma Mater, das Boston College. Zwei Jahre später wurde er vom Assistenztrainer zum Associate Head Coach befördert.

## Erfolge und Auszeichnungen
| - 1996 Hockey East All-Academic-Team - 1998 Hockey-East-Meisterschaft mit dem Boston College - 1999 Hockey-East-Meisterschaft mit dem Boston College | - 1999 Hockey East All-Academic-Team - 2000 Tarry-Cup-Gewinn mit den Quad City Mallards - 2011 Supercoppa-Italiana-Gewinn mit Ritten Sport |

## Karrierestatistik
(Legende zur Spielerstatistik: Sp oder GP = absolvierte Spiele; T oder G = erzielte Tore; V oder A = erzielte Assists; Pkt oder Pts = erzielte Scorerpunkte; SM oder PIM = erhaltene Strafminuten; +/− = Plus/Minus-Bilanz; PP = erzielte Überzahltore; SH = erzielte Unterzahltore; GW = erzielte Siegtore; 1 Play-downs/Relegation; Kursiv: Statistik nicht vollständig)